# Achteinhalb
Achteinhalb (Originaltitel: 8½ bzw. Otto e mezzo [ˈɔtto e ˈm:ɛd:zo]) ist ein italienisch-französisches Filmdrama von Federico Fellini aus dem Jahr 1963. Der surrealistische Film hat autobiographische Züge und behandelt Probleme und Bedrängnisse eines Filmregisseurs.

## Handlung
Guido Anselmi ist ein Regisseur, der seine Inspiration verloren hat und sich unfähig fühlt, seine aktuelle Arbeit an einem Film zu beenden. Er zieht sich in einen Kurort zurück, doch dort erscheinen bald alle die, denen er eigentlich entkommen wollte: sein Drehbuchautor, sein Produzent, seine Frau und seine Geliebte. Er kann nicht entfliehen – einzig in Tagträume. Sein gesamtes Umfeld bedrängt ihn. Obwohl er in einer Schaffenskrise steckt, läuft die Produktion seines neuen Films auf Hochtouren: Guido lässt eine gewaltige Kulisse bauen, die Abschussrampe für ein Raumschiff.
Er ist völlig verwirrt, weiß keinen Ausweg und auf die Fragen von Schauspielern keine Antwort. So sagt er: „Ich wollte einen einfachen, ehrlichen Film, und jetzt herrscht in meinem Kopf die größte Verwirrung“. Immer wieder zieht sich Guido in seine Tagträume zurück, um der Welt zu entfliehen. Diese sind Erinnerungen oder Fantasievorstellungen, darunter die Vorstellung eines Harems, in dem ihm alle zu Füßen liegen. Die Übergänge von Realität zu Traum verlaufen ohne Bruch. Immer wieder tauchen dabei Visionen von einer idealen Frau auf, die Guido als Schlüssel zu seiner Geschichte sieht.
Guido erhält die seltene Gelegenheit einer persönlichen Audienz mit einem Kardinal im Dampfbad (eine Szene, die Guido in seinem Film nachahmen will) und räumt dabei ein, dass er nicht glücklich ist. Der Kardinal antwortet mit der Gegenfrage, warum er glücklich sein sollte, da dies nicht seine Aufgabe sei. Statt auf Guido einzugehen, wiederholt er den Satz Extra ecclesiam nulla salus in verschiedenen Sprachen und Variationen und stellt somit für Guido keine Hilfe dar.
Am Ende des Films stehen zahlreiche Journalisten am Set und wollen von Guido Auskunft über seinen Film. Guido versteckt sich – abermals in seiner Vorstellung – unter dem Tisch und erschießt sich. Gleich danach sieht man ihn im Gespräch mit seinem Drehbuchautor. Der Film wurde abgesagt, die Journalisten haben das Set verlassen, alles wird abgebaut. Nun erscheinen weiß gekleidete Personen, Clowns, Zirkusleute, Guidos Eltern, seine Frau, seine Geliebte und andere Menschen, die in Guidos Leben eine Rolle gespielt haben. Sie tanzen, von einem Kind angeführt, und Guido flüstert seiner Frau Luisa zu: „Das Leben ist ein Fest, lass es uns gemeinsam erleben.“

## Hintergrund und Interpretationen
Fellini verarbeitete in diesem Film seine eigenen Probleme; denn er steckte in einer Schaffenskrise. Er hatte alle Themen seines neuen Films beisammen und sich alles bereits ausgedacht, doch es fehlte ihm eine Handlung, um seinen Ideen und Gedanken eine Struktur zu verleihen. So lautete der Arbeitstitel La bella confusione. Der Drehbeginn wurde mehrmals verschoben. Dann kam ihm der Einfall, seine eigene Schaffenskrise zum Thema des Films zu machen. Guido ist also das Alter Ego Fellinis, er kämpft im Film mit denselben Problemen wie Fellini in der Realität.
Laut Michael Töteberg hat sich Fellini zudem stark von Carl Gustav Jung beeinflussen lassen bzw. dessen Vorstellung von Träumen in seinen Film übernommen. Für Jung sind Träume metaphorische Selbstdarstellungen des Unbewussten. Guido flieht, wenn er bedrängt wird, in aggressive Tagträume: So rächt er sich beispielsweise an seiner Schwägerin, die ihn einen Schaumschläger nennt, so dass er ihr einen Platz in seinen erotischen Fantasien zuteilt; einen Intellektuellen, der ihn kritisiert, lässt er erhängen.
Die Apotheose, der Reigen am Ende, bildet das optimistische Finale des Films. Guido hat seine Krise zwar nicht überwunden, doch das ist egal. Guido hat bemerkt, worauf es ankommt, und bezeichnet das Leben als „Fest“, das es zu genießen gilt. Diese Sicht auf das Leben wird unterstützt von den Clowns und den Zirkusleuten, die am Reigen teilnehmen, sowie von dem Kind, das selbigen anführt. Fellini sagte über das Finale und damit über das Leben selbst, man müsse „mit seiner gesamten Vitalität in diesem fantastischen Ballett aufgehen und nur darauf bedacht sein, den Rhythmus richtig zu erfassen“.
All dies trägt zur Leichtigkeit von 8½ bei. Der Film handelt von Verzweiflung und hat dennoch einen positiven, komödiantischen Grundstock. Er hat nicht die Struktur anderer Filme, er folgt keiner üblichen Rahmenhandlung. Fellini bezeichnete ihn als ein „Mittelding zwischen einer unzusammenhängenden psychoanalytischen Sitzung und einer etwas planlosen Gewissenserforschung“. Er erscheint daher vielen etwas verwirrend, auch aufgrund der oft unmerklichen Übergänge von Traum zur Realität. Guido durchläuft einen verworrenen Prozess. Dies schlägt sich auch im Film nieder; Guidos Situation und Entwicklung ist mit der des Films eng verbunden. Laut Michael Töteberg benutzte Fellini „eine offene Komposition, in der Schaffensprozess und Werk untrennbar miteinander verknüpft sind“. Christian Metz sagte über den Film: „8½ ist der Film, in dem 8½ entsteht“.

## Kritiken
„In seinem ebenso amüsanten wie vielschichtigen Selbstporträt geht Fellini schonungslos mit seinesgleichen und dem Kino ins Gericht; ein Dokument der Ratlosigkeit, zugleich aber auch ein Stück filmischer Selbsttherapie. Ein klug durchdachter ‚Film im Film‘, der in die Vision einer solidarischen, erlösten Welt mündet.“

„Magisch, klug, witzig: So macht Krise Spaß!“

„Fellini versucht in diesem handlungsarmen, aber mit Problemen überfrachteten Film die geistig-seelische Krise eines Filmregisseurs zu überwinden. Es fehlt nicht nur die Klarheit der Aussage, sondern auch der Wille und Mut zu ihr. Dennoch für erwachsene Filmfreunde interessant.“

Der Film wurde 2002 von Kritikern der renommierten Zeitschrift Sight and Sound in deren „Liste der zehn besten Filmen aller Zeiten“ auf Platz 9 gewählt. Bei einer Befragung von Filmregisseuren belegte er sogar Platz 3. Bei der „Liste der hundert besten Filme“, die Focus 2002 veröffentlichte, belegte 8½ den Platz 34.

## Auszeichnungen
Achteinhalb wurde 1963 als bester Auslandsfilm mit den Preisen des amerikanischen National Board of Review und des New York Film Critics Circle ausgezeichnet und gewann den Grand Prix des Filmfestivals von Moskau. Im Jahr darauf folgten in Italien sieben Auszeichnungen bei der Vergabe des Nastro d’Argento, unter anderem für den besten Film, die beste Regie, das beste Drehbuch und die beste Nebendarstellerin (Sandra Milo) sowie die dänische Bodil als bester europäischer Film.
Bei der Oscarverleihung 1964 war Fellinis Film in den Kategorien Bester fremdsprachiger Film und Beste Kostüme erfolgreich; der Regisseur, die Drehbuchautoren und die Szenenbildner waren dort ebenfalls nominiert. Es war der dritte Auslandsoscar für Italien nach den Siegen von Fellinis Werken La Strada – Das Lied der Straße (1957) und Die Nächte der Cabiria (1958). Im selben Jahr folgten noch Nominierungen für die Preise der Directors Guild of America und British Film Academy. 1966 gewann Achteinhalb die japanischen Kinema-Jumpō-Preise für den besten ausländischer Film und den besten ausländischen Regisseur.